# Марфовское озеро
Ма́рфовское о́зеро, также Даутель-Коль  (укр. Марфівське озеро, крымскотат. Davut Eli gölü, Давут Эли голю) — пересыхающее горько-солёное озеро на юге Керченского полуострова на территории Ленинского района. Площадь — 2,394 км², 2,24 км². Тип общей минерализации — солёное, по химическому составу — горько-солёное. Происхождение — континентальное. Группа гидрологического режима — бессточное.

## География
Входит в Керченскую группу озёр (Коли Керченского полуострова). Длина — 2,08 км. Ширина — 1,5 км. Площадь водосбора — 9,5 км². Длина береговой линии — 5,6 км. Высота над уровнем моря — 24,7 м. Ближайшие населённые пункты — село Марфовка, расположено непосредственно западнее озера.
Марфовское озеро расположено вдали от побережья Чёрного моря. Озёрная котловина водоёма неправильной округлой формы. Озеро имеет береговые отмели почти вдоль всего берега. Озеро пересыхает в летний период.
Озеро зарастает водной растительностью преимущественно на опреснённых участках — в лагунах у пересыпей, в устьях впадающих балок, в зоне выходов подземных вод. Тут интенсивно развиваются различные водоросли, вплоть до цветения воды.
Среднегодовое количество осадков — 400—450 мм. Питание: преимущественно поверхностные (воды от снеготаяния и ливней) и от части подземные воды Причерноморского артезианского бассейна.